# Райан, Фрэнсис
Фрэ́нсис Ра́йан (англ. Francis Ryan; 10 января 1908, Филадельфия, Пенсильвания, США — 14 октября 1977 там же) — американский футболист, полузащитник, игрок сборной США, участник Олимпийских игр 1928 года, чемпионата мира 1934 года, а также Олимпийских игр 1936 года.

## Карьера

### Клубная
Фрэнсис Райан вырос в Филадельфии, штат Пенсильвания. Там он начинал играть в футбол за клуб «Лайтхаус Бойз». В 1929 году он подписал контракт с клубом «Нью-Йорк Галисия». Отыграв в новой команде один сезон, он вернулся в «Лайтхаус Бойз». После сезона в «Лайтхаус Бойз» Фрэнсис вновь сменил команду. Его новым клубом стал «Филадельфия Джерман Американс». В 1936 году вместе с клубом он выиграл кубок США.

### В сборной
Райан выступал за сборную на крупных международных турнирах. Его дебютом стало разгромное поражение от сборной Аргентины на Олимпиаде 1928. За ним последовала товарищеская игра против Польши, в которой Райан отметился забитым мячом. На чемпионате мира 1934 Райан провёл стартовый матч турнира со сборной Италии, завершившийся крупным поражением американцев. Затем последовала Олимпиада 1936, где сборная США вновь уступила итальянцам. Этот матч стал последней игрой Райана за сборную.
| Матчи и голы Фрэнсиса Райана за сборную США | Матчи и голы Фрэнсиса Райана за сборную США | Матчи и голы Фрэнсиса Райана за сборную США | Матчи и голы Фрэнсиса Райана за сборную США | Матчи и голы Фрэнсиса Райана за сборную США | Матчи и голы Фрэнсиса Райана за сборную США | Матчи и голы Фрэнсиса Райана за сборную США |
| ------------------------------------------- | ------------------------------------------- | ------------------------------------------- | ------------------------------------------- | ------------------------------------------- | ------------------------------------------- | ------------------------------------------- |
| №                                           | Дата                                        | Место проведения                            | Соперник                                    | Счёт                                        | Голы                                        | Турнир                                      |
| 1                                           | 29 мая 1928                                 | Амстердам, Нидерланды                       | Аргентина                                   | 2:11                                        | -                                           | Олимпийские игры 1928                       |
| 2                                           | 10 июня 1928                                | Варшава, Польша                             | Польша                                      | 3:3                                         | 1                                           | Товарищеский матч                           |
| 3                                           | 27 мая 1934                                 | Рим, Италия                                 | Италия                                      | 1:7                                         | -                                           | Чемпионат мира 1934                         |
| 4                                           | 3 августа 1936                              | Берлин, Германия                            | Италия                                      | 0:1                                         | -                                           | Олимпийские игры 1936                       |

Итого: 4 матча / 1 гол; 0 побед, 1 ничья, 3 поражения.